# John F. Lacey

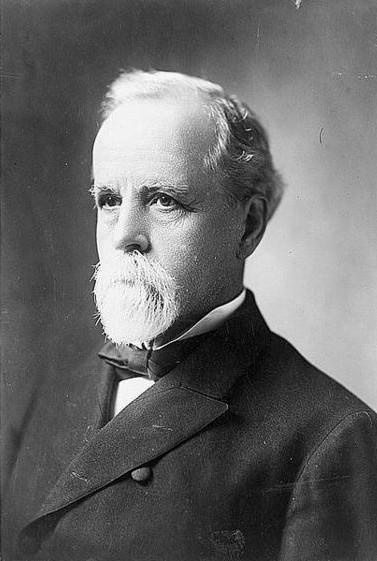
John F. Lacey

John Fletcher Lacey (* 30. Mai 1841 in New Martinsville, Wetzel County, Virginia; † 29. September 1913 in Oskaloosa, Iowa) war ein US-amerikanischer Politiker. Zwischen 1889 und 1891 sowie von 1893 bis 1907 vertrat er den Bundesstaat Iowa im US-Repräsentantenhaus.

## Werdegang
John Lacey wurde 1841 in New Martinsville geboren, das heute zu West Virginia gehört. Im Jahr 1855 zog er mit seinen Eltern nach Iowa, wo sich die Familie in Oskaloosa niederließ. Dort besuchte er die öffentlichen Schulen. Danach arbeitete er in der Landwirtschaft sowie als Maurer und Pflasterer. Während des Bürgerkrieges war Lacey Soldat in der Armee der Union. Er geriet zwischenzeitlich in Gefangenschaft, wurde aber wieder freigelassen. In der Endphase des Kriegs war er Stabsoffizier im Stab von General Frederick Steele.
Nach einem anschließenden Jurastudium und seiner im Jahr 1865 erfolgten Zulassung als Rechtsanwalt begann er in Oskaloosa in seinem neuen Beruf zu arbeiten. Lacey war Mitglied der Republikanischen Partei und saß im Jahr 1870 als Abgeordneter im Repräsentantenhaus von Iowa. Zwischen 1880 und 1883 war er Mitglied im Stadtrat von Oskaloosa. Außerdem war er für einige Zeit Anwalt dieser Stadt.
1888 wurde Lacey im sechsten Wahlbezirk von Iowa in das US-Repräsentantenhaus in Washington, D.C. gewählt, wo er am 4. März 1889 die Nachfolge von James B. Weaver von der Greenback Party antrat. Da er bei den folgenden Wahlen im Jahr 1890 dem Demokraten Frederick Edward White unterlag, konnte er bis zum 3. März 1891 zunächst nur eine Legislaturperiode im Kongress absolvieren. Zwei Jahre später konnte er aber sein Mandat zurückgewinnen und anschließend zwischen dem 4. März 1893 und dem 3. März 1907 sieben zusammenhängende Legislaturperioden im Kongress verbringen. Von 1895 bis 1907 war er Vorsitzender des Ausschusses zur Verwaltung der staatlichen Liegenschaften (Committee on Public Lands). Während seiner Zeit im Kongress kam es zum Spanisch-Amerikanischen Krieg. Damals kamen unter anderem die Philippinen unter amerikanische Verwaltung.
Im Jahr 1894 brachte Lacey einen Gesetzentwurf zum Schutz des Yellowstone-Nationalparks im Kongress ein, der später leicht modifiziert angenommen wurde. 1900 folgte eine weitere erfolgreiche Gesetzesvorlage (Lacey Act of 1900) auf dem Gebiet des Naturschutzes. 1907 wurde noch ein Vorschlag von Lacey angenommen, der vorsah, einigen Indianern Geld zum Landerwerb innerhalb der Reservationen zu genehmigen. Lacey unterstützte auch wissenschaftliche Ausgrabungen im Südwesten der Vereinigten Staaten.
Bei den Wahlen des Jahres 1908 verlor John Lacey gegen den Demokraten Daniel W. Hamilton. Danach arbeitete er bis zu seinem Tod im September 1913 wieder als Rechtsanwalt.